# Juliano ben Sabar
Juliano ben Sabar (em latim: Julianus Sabarides) foi o líder messiânico dos samaritanos que liderou a fracassada revolta contra o Império Bizantino no século VI.

## História
Em 529, Juliano liderou uma revolta contra o Império Bizantino governado por Justiniano I. Segundo Procópio de Cesareia, principalmente por causa da lei que tornava ilegal a religião samaritana e, segundo Cirilo de Citópolis, por conta da crescente tensão com a população cristã na Samaria.
Juliano se declarou o rei de Israel, tomando Jeroboão I como seu modelo, e liderou um exército samaritano numa onda de destruição nas cidades de Citópolis, Cesareia Marítima, Neápolis, Belém e Emaús. Por volta de 530, ele conseguiu conquistar virtualmente toda a Samaria. A revolta foi marcada por um massacre em larga escala dos cristãos e pela destruição das igrejas.
Justiniano contou com a ajuda dos árabes gassânidas e, por volta de 531, a rebelião foi sufocada. O próprio Juliano foi decapitado de acordo com Teófanes, o Confessor. Dezenas de milhares de samaritanos foram mortos ou escravizados, vendidos por todo o Oriente Médio. Outros foram vendidos na Pérsia sassânida, de onde descendentes participariam da invasão persa do Levante 85 anos depois.